# Млакар, Лука
Лука Млакар (словац. Luka Mlakar; род. 27 апреля 2006) — словенский футболист, нападающий клуба «Рома».

## Клубная карьера
Млакар — воспитанник клуба «Домжале». 21 мая 2022 года в матче против «Радомлье» он дебютировал в чемпионате Словении. В 2023 году Млакар перешёл в итальянскую «Рому», где начал выступать за молодёжный состав.

## Международная карьера
В 2023 году Млакар в составе юношеской сборной Словении принял участие в юношеском чемпионате Европы в Венгрии. На турнире он сыграл в матчах против команд Сербии, Испании и Италии.